# Wöhlerita
La wöhlerita és un mineral de la classe dels silicats, que pertany al grup de la wöhlerita. Anomenada per Friedrich Wöhler, professor de química de la Universitat de Göttingen (Alemanya).

## Característiques
La wöhlerita és un silicat de fórmula química NaCa₂(Zr,Nb)(Si₂O₇)(O,OH,F)₂. Cristal·litza en el sistema monoclínic. La seva duresa a l'escala de Mohs és 5,5 a 6. Segons la classificació de Nickel-Strunz, la wöhlerita pertany a «09.BE - Estructures de sorosilicats, amb grups Si₂O₇, amb anions addicionals; cations en coordinació octaèdrica [6] i major coordinació» juntament amb els següents minerals: wadsleyita, hennomartinita, lawsonita, noelbensonita, itoigawaïta, ilvaïta, manganilvaïta, suolunita, jaffeïta, fresnoïta, baghdadita, burpalita, cuspidina, hiortdahlita, låvenita, niocalita, normandita, janhaugita, hiortdahlita I, marianoïta, mosandrita, nacareniobsita-(Ce), götzenita, hainita, rosenbuschita, kochita, dovyrenita, baritolamprofil·lita, ericssonita, lamprofil·lita, ericssonita-2O, seidozerita, nabalamprofil·lita, grenmarita, schüllerita, lileyita, murmanita, epistolita, lomonossovita, vuonnemita, sobolevita, innelita, fosfoinnelita, yoshimuraïta, quadrufita, polifita, bornemanita, xkatulkalita, bafertisita, hejtmanita, bykovaïta, nechelyustovita, delindeïta, bussenita, jinshajiangita, perraultita, surkhobita, karnasurtita-(Ce), perrierita-(Ce), estronciochevkinita, chevkinita-(Ce), poliakovita-(Ce), rengeïta, matsubaraïta, dingdaohengita-(Ce), maoniupingita-(Ce), perrierita-(La), hezuolinita, fersmanita, belkovita, nasonita, kentrolita, melanotekita, til·leyita, kil·lalaïta, stavelotita-(La), biraïta-(Ce), cervandonita-(Ce) i batisivita.

## Formació i jaciments
Es forma en els estadis finals en pegmatites alcalines; com a mineral accessori en sienites nefelíniques; es troba també en fenites associades a intrusius alcalins i en carbonatites. S'ha descrit associat a cancrinita, ferro-hornblenda, egirina, astrofil·lita, mosandrita, eudialita, catapleiïta, rosenbuschita, lavenita, zircó, piroclor, betafita, latrappita, perovskita rica en niobi,
zirconolita rica en niobi, albita, nefelina, biotita i fluorita.
Ha estat descrita a Angola, Austràlia, Brasil, Canadà, Dinamarca, Alemanya, Guinea, Índia, Itàlia, Malawi, Mali, Noruega, Suècia i els EUA.